# NGC 5101
NGC 5101 is een balkspiraalstelsel in het sterrenbeeld Waterslang. Het hemelobject werd op 28 maart 1786 ontdekt door de Duits-Britse astronoom William Herschel.

## Synoniemen
- ESO 508-58
- MCG -4-32-8
- UGCA 351
- AM 1319-271
- IRAS13190-2709
- PGC 46661